# ميلتون بيتيت
ميلتون بيتيت هو سياسي أمريكي، ولد في 1835 في فابيوس في الولايات المتحدة، وتوفي في 1873. نشط حزبياً في الحزب الجمهوري. وقد انتخب عضو مجلس ولاية ويسكونسن ‏.